# История экологии
Экология — область науки, которая стала бурно развиваться во второй половине XX века. В качестве отдельной дисциплины экология выделилась на рубеже XX века, и что она получила общественную известность в 1960-е годы, в связи с широко распространённым беспокойством за состоянием окружающей среды. Тем не менее, идеи экологии в какой-то степени известны уже давно, и принципы экологии разрабатывались постепенно, тесно переплетаясь с развитием других биологических дисциплин. Таким образом, возможно, одним из первых экологов был Аристотель. В «Истории животных» он дал экологическую классификацию животных, писал о среде обитания, типе движения, местообитании, сезонной активности, общественной жизни, наличии убежищ, использовании голоса. Его последователь, Теофраст, в основном исследовал растения и считается античным основоположником геоботаники. Плиний Старший в своей работе «Естественная история» представил экономическую подоплёку зооэкологических представлений. В индийских трактатах «Рамаяна» и «Махабхарата» (VI—I века до н. э.) можно обнаружить описания образа жизни зверей (более 50 видов), местообитания, питания, размножения, суточной активности, поведения при изменениях природной обстановки.

## Предыстория
С давних времён люди стали замечать различные закономерности во взаимодействии животных друг с другом и с окружающей средой. Однако в те времена даже биология не была отдельной наукой, являясь частью философии.
Первые описания взаимоотношений животных с окружающей средой можно отнести к индийским и древнегреческим трактатам:
- Индийские трактаты «Рамаяна», «Махабхарата» (VI—I века до н. э.) — образ жизни зверей (более 50 видов), места обитания, питание, размножение, суточная активность, поведение при изменениях природной обстановки.
- Аристотель — «История животных» — экологическая классификация животных, среда обитания, тип движения, места обитания, сезонная активность, общественная жизнь, наличие убежищ, использование голоса.
- Теофраст — даны основы геоботаники, а также описано приспособительное значение изменений в окраске животных.
- Плиний Старший — «Естественная история» — представлен экономический характер зооэкологических представлений.

Древние греки в целом представляли себе жизнь как нечто, не требующее понимания и адаптации, что близко к современным экологическим представлениям.
В Новое время, которое характеризуется подъёмом в области научного знания, экологические закономерности выявлялись учёными-энциклопедистами, зачастую весьма далёкими от биологии в своих основных исследованиях.
- Р. Бойль — им проведён один из первых экологических экспериментов  — влияние атмосферного давления на животных, стойкость к вакууму водных, земноводных и др. пойкилотермных животных.
- Антони Ван Левенгук — описание пищевых цепей, регулирование численности популяций.
- У. Дерем — «Физико-теология» (1713) — в этой работе впервые описан термин баланс в смысле регуляции численности животных.
- Р. Брэдли — впервые экология описывается количественно — роль воробьиных птиц в истреблении вредных насекомых.
- Рене Реомюр — «Мемуары по естественной истории насекомых» — рассматриваются количественные климатические факторы — постоянство суммы средних дневных температур в тени для сезонного периода в жизни организмов.
- К. Линней — «Экономия природы», «Общественное устройство природы» — описана концепция равновесия в природе, применён системный подход к природе, оценено ведущее влияние климатических условий, описаны фенологические наблюдения — гибель одних организмов как средство для существования других, сравнение природы с человеческой общиной.
- Ж. Бюффон — «Естественная история» — описано влияние факторов среды, исследования по популяционной экологии — влияние климата, характера местности и других внешних условий на популяции. Описан рост численности некоторых животных в геометрической прогрессии.
- С. П. Крашенинников (1710—1759) «Описание земли Камчатки» (1755) — частная экология животных, описание растений, образ жизни.
- И. И. Лепёхин «Дневные записки путешествия доктора и Академии наук адъюнкта Ивана Лепёхина по разным провинциям Российского государства», перевод Бюффона. Биологические характеристики зверей и птиц. Зависимость существования и географического распределения животных от климатических условий и растительности. Зависимость численности, распределения, плодовитости и миграций белки, кедровки и прочих от урожая кедровых орехов и других хвойных пород.
- Петер Симон Паллас «Путешествия по различным провинциям Российского государства», «Zoographia rosso-asiatica» — экологический подход к изучению животных (влияние внешних условий на животную жизнь). Климатология и физическая география, описание частной экологии грызунов. Программа наблюдений периодических явлений в популяциях животных.
- В. Ф. Зуев (ученик П. С. Палласа) «Начертания естественной истории» — первый в России школьный учебник. Описания экологии белки.
- Э. Циммерман — Зоогеография (1777) — Зависимость распространения млекопитающих от климата как по причине его прямого влияния, так и через растительность как важнейший источник пищи для животных.
- Ж. Б. Ламарк — «Философия зоологии» — Описаны взаимодействия организм — среда.
- Т. Фабер «О жизни птиц далекого севера» (1825) — экология птиц.
- К. Глогер — правило Глогера (1833) (географические расы животных в тёплых и влажных регионах пигментированы сильнее, чем в холодных и сухих регионах), заложены начала современной зоогеографии. Влияние климата на птиц — поведение, выбор местообитания, степень оседлости, окраску.
- В. Эдвардс — «Влияние физических агентов на жизнь» (1824) — сравнительная экологическая физиология. Эксперименты по влиянию температуры и водной среды на развитие головастиков лягушки. Влияние температуры, влажности, света и др. на дыхание, кровообращение, температуру, рост тела у рыб, земноводных, рептилий, птиц, зверей, человека.
- Спейн (1802) — эксперименты с длиной светового дня и яйценоскостью кур.
- Е. П. Менетрие — изучение вертикального распределения животных в горах Кавказа.
- Г. Бергхаус — «Всеобщий зоологический атлас» (1851) — сочетание климатических условий и биотических отношений. Зоогеографическое районирование на основе распространения хищных млекопитающих (хищники интегрируют совокупное воздействие элементов природы).
- Ш. Морран (1840) — закрепление понятия «Фенология».
- К. Хойзингер (1822) — разделение зоологии на зоографию и зоономию. Изучение причин и законов возникновения и существования отдельных животных и всего животного царства.
- Генрих Георг Бронн (1850) — «Экономия животных»
- Э. Эверсман, М. Н. Богданов — «Естественная история Оренбургского края» (1840—1866) — географическая зональность смены ландшафтов на основе изменений характера почвы. Биоценотические отношения между животными. Экологический оттенок в описаниях групп животных. Оценка экономического значения животных. Характеристика пустынных экосистем — бедность фауны при обилии особей. Прообраз в описаниях грызунов как представителей R-стратегов. Морфологические приспособления к условиям обитания — тушканчики на разных грунтах, адаптивное строение и добывание пищи у дятлов. Экономия природы.
- К. М. Бэр — экспедиция на Новую Землю. Основы современной теории динамики популяций рыб.
- А. Ф. Миддендорф — «Путешествие на север и восток Сибири», «Сибирская фауна» — зоологическая география. Природа как единое целое. Ландшафтно-экологический подход. Экоморфология и её приспособительное значение. Изопиптезы. Сезонные миграции птиц. Значение кочёвок птиц и зверей. Экология леммингов. Влияние полярного дня на морфофизиологические функции. Криптическая роль окраски. Сопряженность ареалов.
- К. Ф. Рулье и Н. А. Северцов — основоположники российской экологии животных:

Карл Францевич Рулье — лекция «Жизнь животных по отношению к внешним условиям» (1852). Экологическая концепция, метод экологического изучения животных.
Прямые и обратные явления жизни. Внутривидовые и межвидовые отношения животных. Существование общин (популяций). Проблема адаптации, морфобиологические особенности: жизненные формы животных, экологическая морфология, зоопсихология. Термины: зооэтика — зоогнозия, зообиология = этология Сент-Илера (от Милля).
Н. А. Северцов «Периодические явления в жизни зверей, птиц и гад Воронежской губернии» — синэкологический аспект. Методический аспект — эколого-географический метод. Необходимость биоценологического подхода «местные мелкие фауны»: «Каждое явление мы изучаем у всех животных, у которых заметили его. Порядок в описании явлений определяется их естественной последовательностью — от весны до весны, только явления линяния отделены от прочих, современных им».
- В.Л. Иогансен ввел термин "популяция", для обозначения «естественной смеси особей одного и того же вида, неоднородной в генетическом отношении».
- Жоффруа Сент-Илер «Естественная история органического мира» — этология = зоопсихология + экология.
- Ч. Дарвин —

«Путешествие натуралиста вокруг света». Экономия природы. Объяснение паразитизма кукушки. Гибель крупных животных от катастрофических причин. Теория происхождения коралловых рифов.
«Происхождение видов». Синэкологические взаимоотношения как наиболее важные. Классификация взаимоотношений организмов. Продуктивность и состав сообществ. «Прочно укоренившееся заблуждение — считать физические условия за наиболее важные». Демография популяций. Синэкология: Взаимосвязь кошки — мыши — шмели-клевер и его ареал. Роль птиц в расселении семян — количественные исследования. Адаптивное строение цветка энтомофильных орхидей. Эколого-морфологический анализ челюстного аппарата гусеобразных.
- Э. Геккель и формирование экологии как особой отрасли науки:

«Всеобщая морфология организмов». Биология делится на: морфологию (биостатику) и физиологию (биодинамику), а для узкого понимания термина биологии мы вводим термин экология, синоним — биономия — «Общие основы науки об органических формах, механически основанной на теории эволюции, реформированной Чарлзом Дарвином».
«Экология — наука об экономии, об образе жизни, о внешних жизненных отношениях организмов друг с другом и т. д.» (1 глава) = этологии Сент-Илера, хотя сам Геккель этого не знал.
«Под экологией мы понимаем общую науку об отношениях организмов с окружающей средой, куда мы относим в широком смысле все условия существования» (19 глава). Экология — физиологическая дисциплина: форономия (общая физиология) — эргология (физиология функций) и перилогия (физиология отношений) — экология и хорология. Отсутствие обязательной корреляции между плодовитостью, численностью и масштабами географического распространения (глупыш и многие плодовитые виды). Для каждого отдельного вида в экономии природы имеется только определённое число мест (=экологические ниши Элтона). В одном месте может существовать тем большее количество животных-индивидов, чем более разнообразна их природа.

### Ботаническая география
В течение XVIII и в начале XIX века, великие морские державы, такие, как Великобритания, Испания и Португалия отправляли мировые разведывательные экспедиции по развитию морской торговли с другими странами, а также начали открывать новые природные ресурсы и каталогизировать их. В начале XVIII века было известно около двадцати тысяч видов растений, в сравнении с сорока тысячами в начале XIX века, и почти 400 000 сегодня.
Эти экспедиции объединили многих учёных, в том числе ботаников, как, например, немецкий исследователь Александр фон Гумбольдт. Гумбольдт часто считается отцом экологии. Он был первым, кто взялся за изучение взаимосвязи между организмами и окружающей их средой. Он выявил существующие отношения между наблюдаемыми видами растений и климата, и описал растительные зоны в зависимости от широты и высоты над уровнем моря. В настоящее время на эти вопросы отвечает геоботаника.
В 1804 году, например, он описал значительное число видов, особенно растений, для которых он пытался объяснить их географическое распределение в связи с геологическими данными. Одна из известных работ Гумбольдта «Идея для географии растений» (1805).

### Понятие биоценоз: Уоллес и Мёбиус
Альфред Рассел Уоллес, современник и конкурент Дарвина, сначала предложил «географию» видов животных. В то время некоторые авторы признали, что виды не являются независимыми друг от друга, а надо сгруппировать их по видам растений, животных, а затем и по царствам или в биоценоз. Впервые этот термин, по мнению большинства исследователей, был использован Карлом Мёбиусом в 1877 году.

### Дарвин и наука экология
Хотя Дарвин рассматривал исключительно соперничество в качестве естественного отбора, Варминг, Йоханнес Эугениус создал новую дисциплину, которая рассматривала абиотические факторы, а именно засуха, пожар, холод и т. д. , наравне с биотическими факторами в совокупности с биотическими сообществами. Биогеография до Варминга в основном описывалась в двух направлениях — фаунистическом и флористическом. Цель Варминга заключалась в том, чтобы посредством изучения организма (растения), морфологии и анатомии, объяснить, почему виды произошли в соответствии с определённым набором экологических условий. Кроме того, цель этой новой дисциплины состояла в том, чтобы объяснить, почему виды, занимающие аналогичные места обитания, испытывающие аналогичные условия, решили проблемы в аналогичным образом, несмотря на их различиное филогенетическое происхождения. На основе его личных наблюдений в бразильском Серрадо, Дании, норвежском Финнмарке и Гренландии, Варминг дал первый университетский курс по экологической географии растений. Основываясь на этой лекции, он написал книгу «Plantesamfund», которая немедленно была переведена на немецкий, польский и русский языки, а затем на английский как «Экологическая география растений». Благодаря своему немецкому изданию, книга оказала огромное влияние на британских и североамериканских учёных, таких как Артур Тенсли, Генри Чандлер Коулз и Фредерик Клементс.

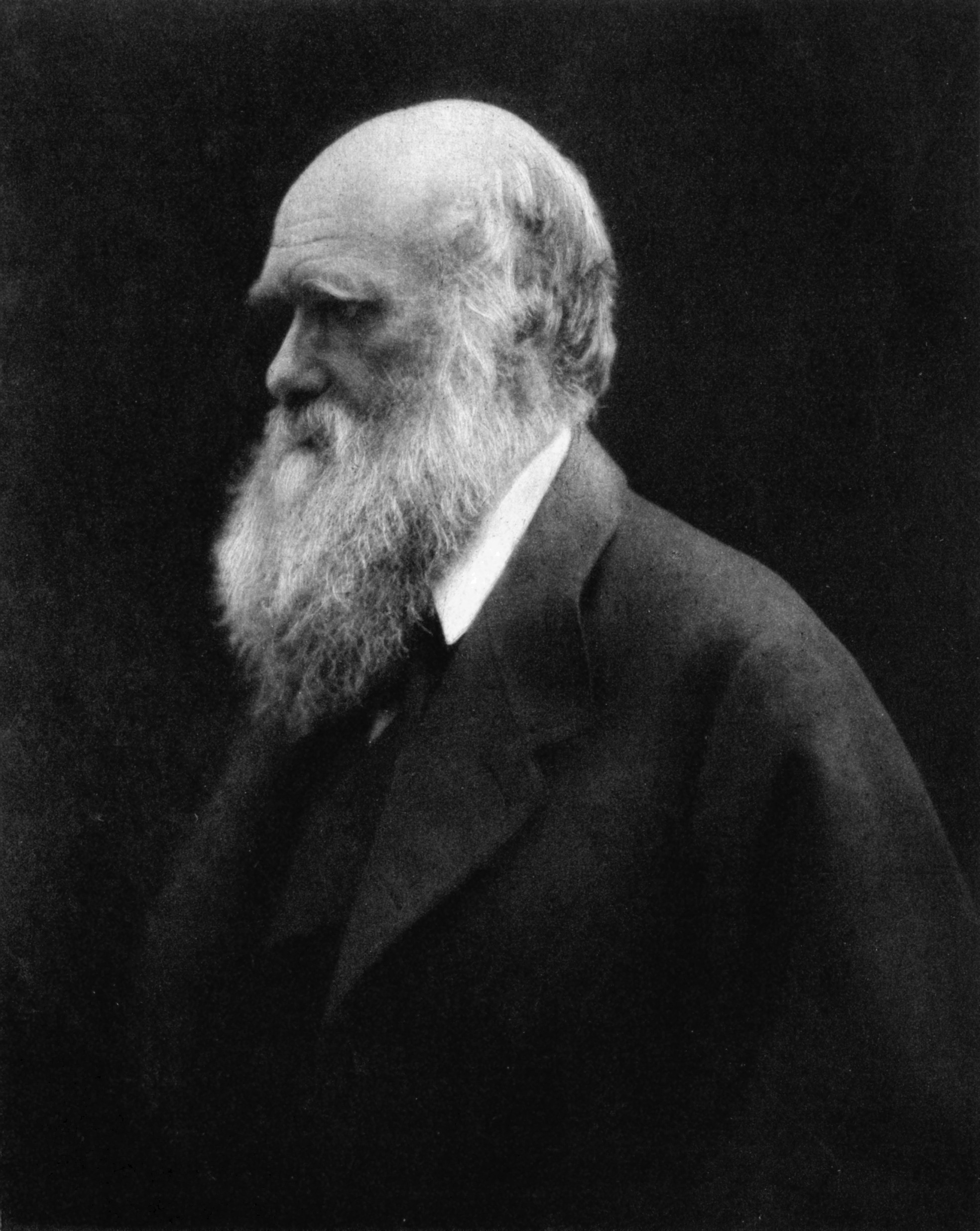
Джулия Маргарет Камерон. Портрет Дарвина

Часто бывает, что корни научной экологии можно проследить вплоть до Дарвина На первый взгляд, это утверждение может показаться убедительным, поскольку О происхождении видов полна замечаний и предлагаемых механизмов, которые четко вписываются в границы современной экологии, и что термин экология был предложен в 1866 году сторонником дарвинизма, Эрнстом Ге́ккелем. Тем не менее, Дарвин никогда не использовал слово «экология» в своих письменных трудах, даже в своих наиболее «экологических» Записках, таких как предисловие к английскому изданию Германа Мюллера Оплодотворение Цветов (1883), или его собственный трактат о земляных червях и размышление о формирование лесных почв (формирование растительных форм на основе действий «червей», 1881). Кроме того, основатели экологии как научной дисциплины, такие, как Варминг, Йоханнес Эугениус, Андре́ас Ши́мпер, Гастон Бонниье, Француа Форель, С. А. Форбс и Карл Мебиус, не сделали почти никаких ссылок на идеи Дарвина в своих работах. Это произошло не только из-за незнания и того, что работы Дарвина не были широко распространены, но и потому, что экология с самого начала касалась отношений между морфологией и физиологией организма. Касалась в основном абиотической среды, а, следовательно, и отбора под воздействием окружающей среды. С другой стороны, концепции естественного отбора Дарвина сосредоточены исключительно на борьбе за выживание. Несмотря на то, что большинство изображают Дарвина как неагрессивного затворника, он оставался всю жизнь человеком одержимым идеей конкуренции, борьбы и завоевания — со всеми формами человеческих контактов как конфронтация.

## Начало XX века. Расширение экологической мысли

### Биосфера: Эдуард Зюсс, Генри Чандлер Коулз, Владимир Иванович Вернадский
В конце XIX века на страницах Энциклопедического словаря Брокгауза и Ефрона российский зоолог Шимкевич В. М. описывал ситуацию со становлением экологии как науки следующим образом:
«До сих пор Э. не достигла той степени развития, которая дала бы ей право на известную долю самостоятельности, так как до сих пор она ещё не вышла из периода описаний и не выработала ни определённых методов, ни известной суммы обобщений. Если делались обобщения, то в громадном большинстве случаев они строились на почве антропоморфизма. Лишь в последнее время являются попытки научного обобщения, выросшие на почве новейших взглядов на инстинкт вообще… Э. ждет и экспериментальных исследований и обобщения».
К XIX веку, развитие экологии происходило благодаря новым открытиям в области химии Лавуазье и Соссюр, прежде всего азотного цикла. После наблюдения за жизнью в атмосфере, гидросфере и литосфере на каждой части цикла, австрийский геолог Эдуард Зюсс предложил термин биосферы в 1875 году. Зюсс предложил название биосферы как условия, способствующие жизни, как, например, на Земле — флора, фауна, полезные ископаемые, и так далее.
В 1920-е годы Влади́мир Ива́нович Верна́дский, русский геолог, сформулировал своё учение о биосфере в книге Биосфера, а также описал основные принципы биогеохимических циклов. Он впервые рассматривал биосферу как совокупность всех экосистем.
Первый экологический ущерб был зарегистрирован в XVIII веке — расширение колоний в результате вырубки лесов[прояснить]. Начиная с XIX века, с промышленной революцией, все больше и больше насущных проблем возникает из-за влияния деятельности человека на окружающую среду. Термин эколог используется с конца XIX века.

### Математическое моделирование
В 1925—1926 годах Вито Вольтерра создал ряд математических моделей роста популяций, межбиотических отношений. Позднее его работа была дополнена разработками А. Лотки (1934 г.) и Г. Ф. Гаузе (1936 г.)

### Надорганизменные системы и поиск объекта экологии
В XIX веке, ботаническая география и зоогеография в совокупности образуют основу биогеографии. Это наука, занимающаяся обитанием видов, пытается объяснить причины присутствие данных видов в данном месте.
В 20-е годы идут активные споры о том, что должно являться объектом экологии. Большинство сходится к мысли, что объектом должна являться надорганизменная система. Было предложено несколько таких структур: «микрокосм» А. Тинемана и С. А. Форбса, «природный комплекс» Е. Маркуса, «голоцен» К. Фридерикса, «сверхорганизм» Ф. Клементса. 
В 1935 году Артур Тэнсли, британский эколог, придумал термин экосистема — интерактивные системы, установленные между биоценозом (группа живых существ), и их биотопами, окружающей средой, в которой они живут. Таким образом, Экология стала наукой экосистем.
Концепция экосистем Тэнсли была принята энергичным и влиятельным биологом педагогом Юджином Одумом. Вместе со своим братом, Говардом Одумом, Юджин Одум написал учебник: на различных его изданиях которых (начиная с 1953) воспитано не одно поколение биологов и экологов в Северной Америке.

### Трофодинамика
У истоков трофодинамического направления стоят: Р. Линдеман, В. В. Станчинский, Г. Г. Винберг.

### Сукцессия

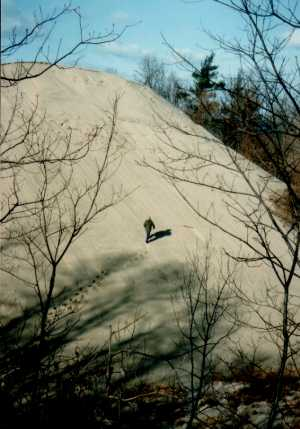
Дюны на озере Мичиган, Индиана, о которых Г. Коулз говорит в развиваемой им теории экологической сукцессии

На рубеже XX века Генри Чандлер Коулз был одним из основателей новых исследований «динамической экологии», основа его исследований сукцессии в дюнах Индианы, песчаных дюн в южной части озера Мичиган. Здесь Коулз обнаружил доказательства сукцессии в вегетационный период почв связанную с возрастом. Коулз очень много знал и о корнях этого понятия и о первоначальных названиях. Таким образом, ему приписывает первому использование слова французским натуралист Адольфом Дюре-де-ла-Малле, который рассказал о развитии растительности после вырубки леса, и о первом всестороннем исследование процессов сукцессии финского ботаника Рагнар Халт (1885).

## Влияние экологии на социальные и гуманитарные науки

### Экология человека
Экология человека началась в 1920-х годах на основе изучения изменений в сукцессии в городе Чикаго. Она стала отдельной областью исследования, проведённого в 1970-х годах. Это стало первым признанием того, что люди, которые колонизировали все на континентах Земли, являются одним из основных экологических факторов. Человек в значительной степени изменяет окружающую среду на основе перестройки своего обитания (в частности, городское планирование), интенсивно эксплуатирует такие виды деятельности, как лесозаготовки и рыболовство, а также побочные эффекты от сельского хозяйства, горнодобывающей производство и промышленности. Помимо экологии и биологии экология человека участвует во многих других естественных и социальных науках, таких, как антропология и демография, экономика, архитектуры и городского планирования, медицина и психология, и многое другое. Развитие экологии человека привело к повышению роли экологии как науки в области разработки и управления городами.
В последние годы экология человека занимается исследованием организаций. Ханнан и Фриман (Население экологии организаций (1977), американский Журнал социологии) утверждают, что организации не только адаптируются к окружающей среде. В любой конкретной среде (в равновесии) существует только одна форма организации (изоморфизм). Организационная экология была теории учёта различий в организации и их изменение структуры с течением времени.

### Джеймс Лавлок и гипотеза Геи
По теории Геи, предложенной Джаймсом Лавлоком в его работе Gaia: A New Look at Life on Earth, в современном представлении Земля должна рассматриваться как единый мир живых макро-организмов. В частности, он утверждал, что совокупность живых организмов развила способности к контролю над глобальной окружающей средой — путём оказания влияния на основные физические параметры в той мере чтобы сохранить благоприятные условия для жизни.
Это видение является главным в наше время, в частности, растущее понимание после Второй мировой войны того, что деятельность человека, такая, как ядерная энергетика, индустриализация, загрязнения и чрезмерная эксплуатация природных ресурсов, подпитывается экспоненциальный рост населения, создавая угрозу катастрофы в масштабе всей планеты.

### Сохранение и экологические движения
Начиная с XIX века, экологи и другие природоохранные организации используют экологию и другие науки (например, климатологию), для поддержания своих пропагандистских позиций. Мнения экологов зачастую противоречивы по политическим или экономическим причинам. Как результат, некоторые научные работы в области экологии непосредственно влияют на политику и политические дискуссии.

### Экология и глобальная политика
Экология стала центральной частью мира политики, ещё в 1971 году ЮНЕСКО приступила к исследовательской программе под названием «Человек и биосфера», с целью расширения знаний о взаимоотношениях между человеком и природой. Спустя несколько лет она определила концепцию биосферного заповедника.
В 1972 году Организация Объединённых Наций провела первую международную конференцию по проблемам окружающей среды человека в Стокгольме, подготовленную Рене Дабосом и другими экспертами. Эта конференция была проведена под девизом «Мыслить глобально, действовать локально». Следующим крупными мероприятиями в области экологии являются разработка концепции биосферы и появление термина «биологического разнообразия», более широкого чем в 1980-х годах. Эти условия были разработаны в ходе проведения Саммита Земли в Рио-де-Жанейро в 1992 году, когда концепция биосферы была признана основным международным организациям, а также риски, связанные с сокращением биоразнообразия, были признаны.
Затем, в 1997 году, опасности биосферы были признаны с международной точки зрения на конференции ведущей к Киотскому протоколу. В частности, в этой конференции, была подчеркнута растущая опасность парникового эффекта — связанная с увеличением концентрации парниковых газов в атмосфере, что приводит к глобальным изменениям климата. В Киото, большинство государств мира признали важность изучения экологии в мировом масштабе, а также принять во внимание воздействие человека на окружающую среду Земли.
12 декабря 2015 года в Париже на 21-й сессии Конференции Сторон Рамочной конвенции ООН об изменении климата (КС-21 РКИК ООН) был подписан юридически обязательный международный договор по тематике изменения климата. Он был принят 196 Сторонами. Документ стал известен как «Парижское соглашение». Задача Парижского соглашения — удержание прироста глобальной средней температуры намного ниже 2 градусов Цельсия сверх доиндустриальных уровней при приложении усилий в целях ограничения роста температуры до 1,5 градусов Цельсия. 13 ноября 2021 года страны-участники 26-й Конференции сторон Рамочной конвенции ООН об изменении климата (COP26), проходившей в Глазго, досогласовали формулировки в итоговых документах мероприятия. Одним из ключевых событий стало принятие правил реализации Парижского соглашения.

### Первый опыт экологического аудита промышленных предприятий в России
Документы о первом опыте экологического аудита, относящиеся к 1890 году «Недостатки нашего законодательства относительно вредных для здоровья заводов» найдены российскими учёными Мусиным М. Н. (недоступная ссылка) и [rosecoaudit.ru/ Есиной Е. А.]. Статья с комментариями опубликована в официальном органе Федерального Собрания РФ — Парламентской Газете # 030(2372)
05 Июнь 2009 «И тогда мещанин Глухов закрыл свой химический завод». К концу XIX века относятся такие термины, как «вредные для здоровья заводы», «отбросы ядовитой жидкости», «заражение местности путём разноса ядовитой пыли», «противосанитарное содержание завода». Экологическая инспекция того времени состояла из врачебного инспектора, штатного фармацевта и исправника. Брались пробы земли, воды из реки и ил со дна. Губернскими земскими собраниями утверждались «Правила о порядке открытия и содержания заводов».

## Использованная литература
- Egerton, Frank N. 1977. History of American Ecology. New York: Arno Press.
- Simberloff, Daniel 1980. A succession of paradigms in ecology: Essentialism to materialism and probabilism. Synthese, 43 (1): 3-39.
- Egerton, Frank N. 1983. The history of ecology: achievements and opportunities; Part one. Journal of the History of Biology, 16 (2): 259—310.
- Hagen, Joel B. 1992. An Entangled Bank: The Origins of Ecosystem Ecology. New Brunswick: Rutgers University Press.
- Humboldt, A. von. 1805. Essai sur la géographie des plantes, accompagné d’un tableau physique des régions équinoxiales, fondé sur les mésures exécutées, depuis le dixième degré de latitude boréale jusqu’au dixième degré de latitude australe, pendant les années 1799, 1800, 1801, 1802, et 1903 par A. De Humboldt et A. Bonpland. Paris: Chez Levrault, Schoelle et Cie. Sherborn Fund Facsimile No.1.
- Humboldt, A. von. 1805. Voyage de Humboldt et Bonpland. Voyage aux régions équinoxiales du nouveau continent. 5e partie. «Essai sur la géographie des plantes». Paris. Facs intégral de l’édition Paris 1905—1834 par Amsterdam: Theatrum orbis terrarum Ltd., 1973.
- Humboldt, A. von. 1807. Essai sur la géographie des plantes. Facs.ed. London 1959. His essay on «On Isothermal Lines» was published serially in English translation in the Edinburgh Philosophical Journal from 1820 to 1822.
- Ramalay, Francis. 1940. The growth of a science. Univ. Colorado Stud., 26: 3-14.
- Kingsland, Sharon E. 1995.  Modeling Nature: Episodes in the History of Population Ecology, 2nd ed. Chicago: University of Chicago Press.
- McIntosh, Robert P. 1985. The Background of Ecology: Concept and Theory. Cambridge: Cambridge University Press.
- Mitman, Gregg. 1992. The State of Nature: Ecology, Community, and American Social Thought, 1900—1950.
- Morris, Christopher. Milestones in Ecology // The Princeton Guide to Ecology / Edited by: Simon A. Levin, editor. — Princeton University Press, 2009. — ISBN 978-0-691-12839-9.
- Real, Leslie A. and James H. Brown, editors. 1991. Foundations of Ecology: Classic Papers with Commentary. Chicago: University of Chicago Press.
- Tobey, Ronald C. 1981. Saving the Prairies: The Life Cycle of the Founding School of American Plant Ecology, 1895—1955. Berkeley: University of California Press.
- Weiner, Doug. 2000. Models of Nature: Ecology, Conservation, and Cultural Revolution in Soviet Russia. Pittsburgh: University of Pittsburgh Press.
- Worster, Donald. 1994. Nature’s Economy: A History of Ecological Ideas, 2nd ed. Cambridge and New York: Cambridge University Press.
- Acot, Pascal. 1998. The European Origins of Scientific Ecology (1800—1901). Editions des Archives Contemporaines; Gordon and Breach Publishers, ISBN 90-5699-103-5. google books
- Wilkinson, David M. 2002. Ecology before ecology: biogeography and ecology in Lyell’s 'Principles' . Journal of Biogeography, 29 (9): 1109—1115. .